# 若井ケン
若井 ケン（わかい ケン）は、日本の漫画家。総合学園ヒューマンアカデミー広島校卒業生。

## 作品リスト

### 連載
- 僕は恥っこが好き（『ガンガンONLINE』、スクウェア・エニックス） - 全3巻
- 女子かう生（『WEBコミックアクション』→『webアクション』、双葉社） - 既刊9巻
- クマ蔵とゲームなご主人（『CONTINUE』、太田出版） - 全1巻

### 読み切り
- 4890!（『月刊ガンガンJOKER』公式サイト、2010年5月号、スクウェア・エニックス）
- 男子高校生とメガネ（『男子高校生の日常アンソロジー』、2012年5月21日発売、スクウェア・エニックス、原作：山内泰延）

### イラスト
- ガンガンONLINE